# Les Cinq Secrets du désert
Pour plus de détails, voir Fiche technique et Distribution.
Les Cinq Secrets du désert (Five Graves to Cairo) est un film d'espionnage américain réalisé par Billy Wilder, sorti en 1943.

## Synopsis
Dans un hôtel au fin fond du désert, où logent Erwin Rommel et ses soldats, un soldat britannique, John J. Bramble, est recueilli par les deux hôteliers. Le Britannique décide de prendre la fausse identité d'un espion allemand pour livrer les secrets de l'armée allemande à son pays.

## Fiche technique
- Titre : Les Cinq Secrets du désert
- Titre original : Five Graves to Cairo
- Réalisation : Billy Wilder
- Scénario : Charles Brackett et Billy Wilder, d'après la pièce de Lajos Biró
- Images : John F. Seitz
- Musique : Miklós Rózsa
- Production : Charles Brackett pour Paramount Pictures
- Montage : Doane Harrison
- Décors : Hans Dreier, Ernst Fegté et Bertram C. Granger
- Costumes : Edith Head
- Pays de production :  États-Unis
- Format : noir et blanc - 1,37:1
- Genre : Thriller, Guerre
- Durée : 96 minutes
- Dates de sortie : 
  - États-Unis : 4 mai 1943
  - France : 29 novembre 1946
- Affiches : Boris Grinsson, Roger Soubie (France)
- Affiche : Boris Grinsson (France)

## Distribution
- Franchot Tone (VF : Maurice Dorléac) : le caporal John J. Bramble / Paul Davos
- Anne Baxter (VF : Paula Dehelly) : Mouche
- Akim Tamiroff (VF : Christian Argentin) : Farid
- Erich von Stroheim (VF : Georges Hubert) : Erwin Rommel
- Peter Van Eyck (VF : Michel André) : le lieutenant Schwegler
- Fortunio Bonanova (VF : Jacques Erwin) : le général Sebastiano

Et, parmi les acteurs non crédités :
- Ian Keith (VF : Claude Péran) : le capitaine Bride
- Miles Mander : le colonel Fitzhume
- Konstantin Shayne : le major Von Buelow